# Templos de Dieng
O templos de Dieng são um grupo de oito  templos hindus datados do século VII ou VIII situados no planalto de Dieng, na província indonésia de Java Central, cerca de 25 km a norte da cidade de Wonosobo.
O planalto de Dieng é um complexo vulcânico constituído por uma antiga caldeira vulcânica onde há pelos menos dois estratovulcões, várias crateras e cones vulcânicos, alguns deles ativos, e vários lagos. Os templos foram construídos pelo Reino de Kalingga e estão entre as mais antigas construções religiosas em Java que chegaram aos nossos dias e são as construções em pedra de Java mais antigas que se conhecem. Pensa-se que originalmente existiriam cerca de 400 templos, mas só restam oito. Devido à escassez de dados e de inscrições que os mencionem, desconhecem-se os nomes originais dos templos, a sua história e quem foram os governantes responsáveis pela sua construção. Os habitantes locais usam o nome de personagens Wayang para cada um dos templos, na sua maior parte derivados do épico hindu Mahabharata.
Sete dos templos formam um complexo (ou candi, usando a designação indonésia, que também é usada para templos individuais). O outro templo ergue-se numa colina próxima e está separado dos restantes. 

## História
Não se sabe ao certo quando os templos foram construídos; as estimativas vão desde meados do século VII até finais do século VIII d.C. Pela análise dos estilos da arquitetura religiosa javanesa, os arqueólogos incluem os templos de Dieng no estilo javanês do norte de Java Central, juntamente com os de Gedong Songo, situados cerca de 70 km a leste. Em certa medida, apresentam também algumas caraterísticas dos estilos do  templo de Badut, situado perto de Malang, em Java Oriental, e dos templos de  Cangkuang e de  Bojongmenje, na Regência de Bandungue de Java Ocidental. Estas semelhanças sugerem que todos esses templos foram construídos na mesma época, entre os séculos VII e VIII. Uma inscrição encontrada perto do templo de Arjuna de Dieng, datada de 808 ou 809, é o espécime mais antigo da antiga escrita javanesa. Essa inscrição revela que a área de Dieng foi habitada continuamente desde meados do século VII até ao início do século IX.

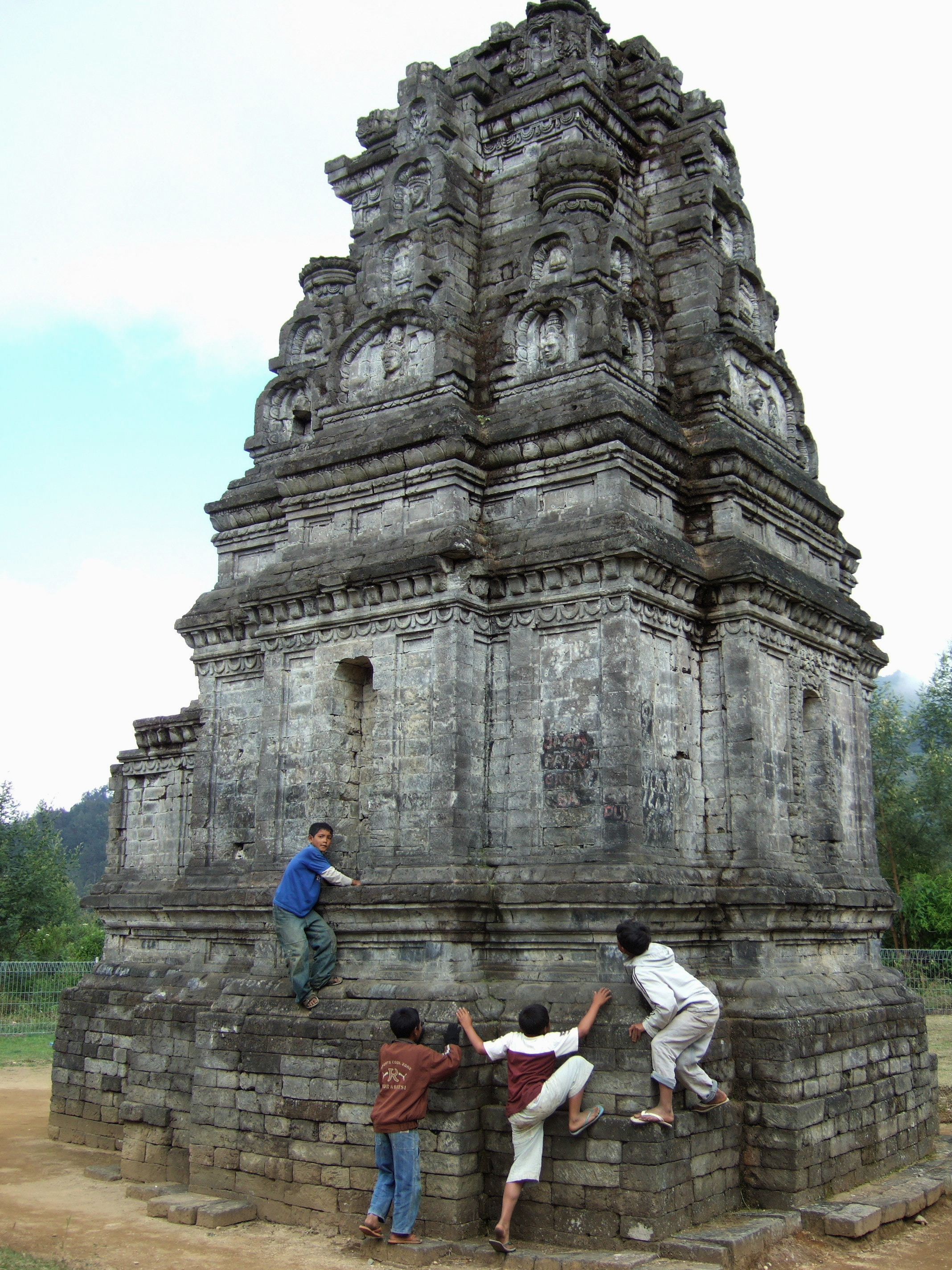
Candi Bima

Segundo George Michell, a localização nebulosa a mais de 2 000 metros de altitude, as efusões venenosas e os lagos cor de enxofre tornam Dieng um local particularmente auspicioso para fins religiosos. Os templos são pequenos santuários construídos como monumentos aos deuses ancestrais, dedicados a Xiva, e são miniaturas de montanhas cósmicas baseadas em planos que se encontram nos textos religiosos indianos. No entanto, a teoria de que as efusões tóxicas tornam o local auspicioso é atualmente contestada, pois não está provado que houvesse atividade vulcânica na área entre os séculos VII e IX e aparentemente há indícios de que os templos foram abandonados quando as erupções vulcânicas se tornaram comuns em Java Central.
Os templos de Dieng foram redescobertos em 1814 por um soldado britânico que avistou ruínas no meio de um lago. Na altura, a planície onde se situa o complexo principal estava inundada e formava um pequeno lago. Em 1856, o fotógrafo e gravurista holandês Isidore van Kinsbergen liderou obras para drenar o lago e revelar os templos. O governo das Índias Orientais Holandesas retomou o projeto de reconstrução dos templos em 1864, a que se seguiu outro estudo de van Kinsbergen. Acredita-se atualmente que os templos tenham sido batizados com nomes de heróis do Mahabharata.

## Descrição

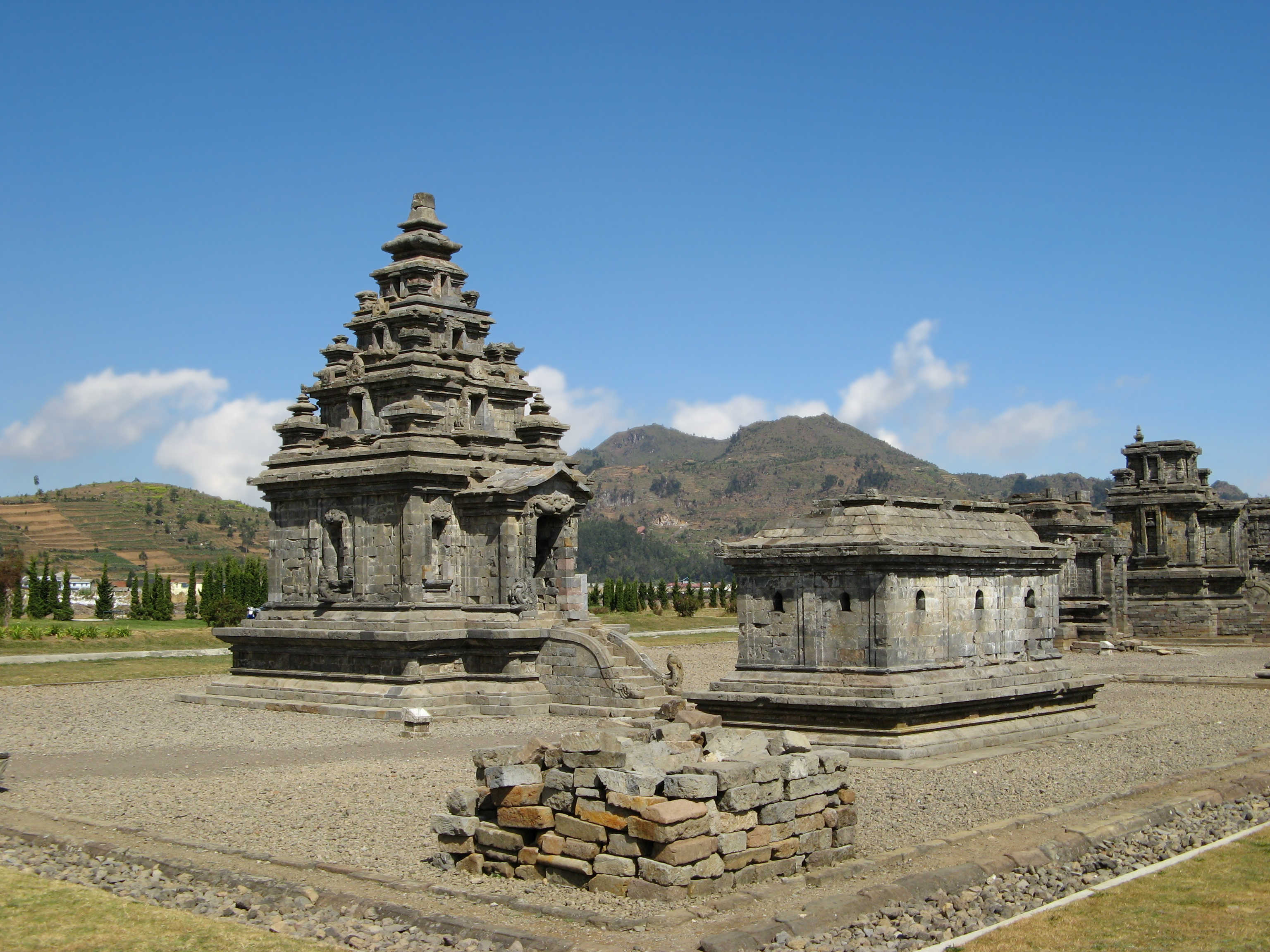
À esquerda: Candi Arjuna; em primeiro plano, à direita: o Candi Semar

À exceção do templo de Bima, todos os templos formam um complexo dividido em três conjuntos situados numa planície rodeada de colinas e montanhas.

### Conjunto de Arjuna
Os cinco principais templos e melhor conservados estão agrupados junto ao templo de Arjuna, na zona central do planalto de Dieng. Estão alinhados na direção norte-sul, com o templo de Arjuna na extremidade norte do alinhamento. No sentido norte-sul, seguem-se os templos de Srikandi, Puntadewa e Sembadra. O templo de Semar situa-se em frente do templo de Arjuna, a oeste dele. À exceção do templo de Semar, todos os templos estão virados para oeste. Comparado com os restantes templos de Dieng, o de Arjuna é o que está em melhor estado e o único que tem a secção do telhado completamente reconstruída.

### Conjunto de Gatotkaca

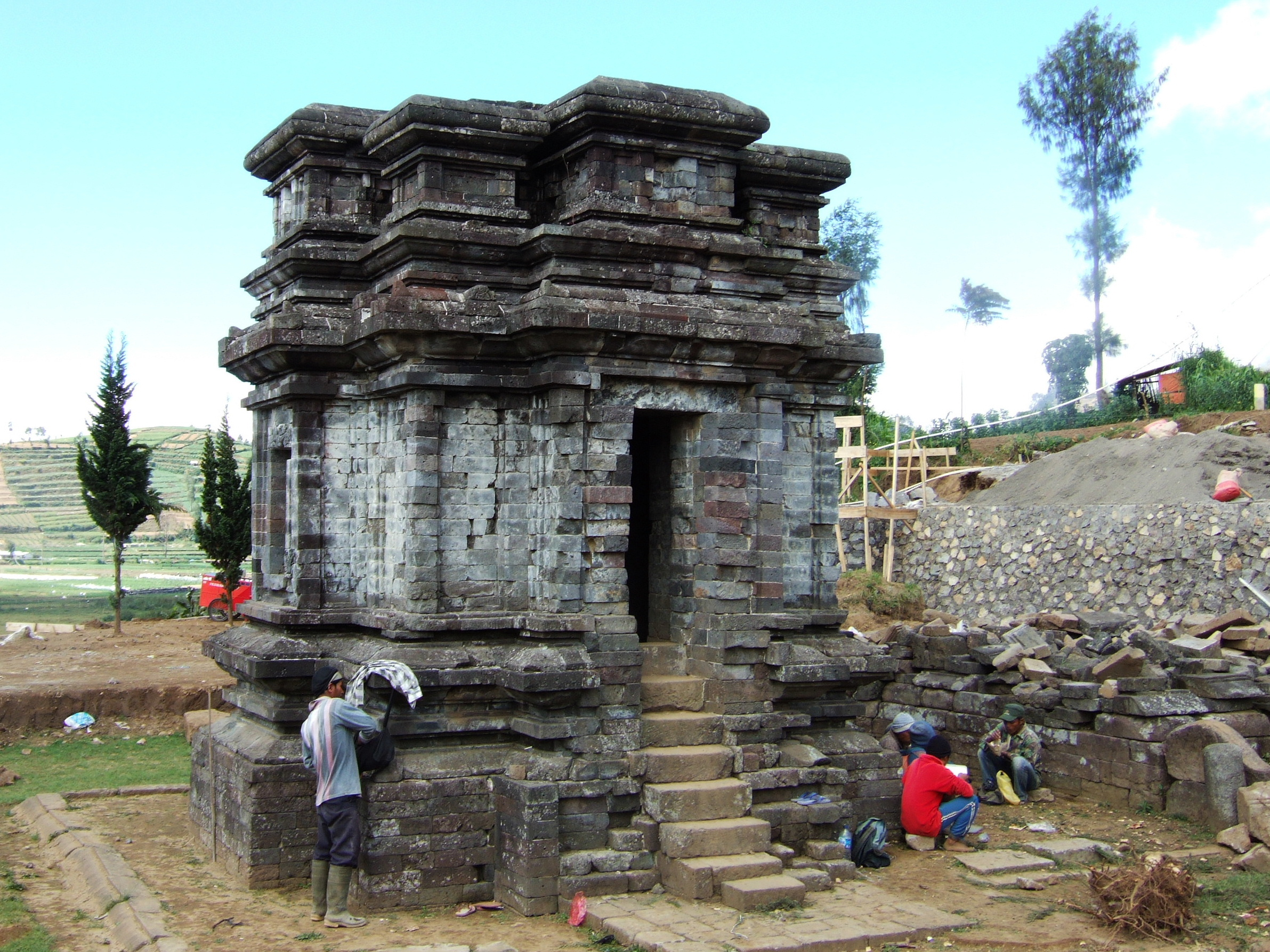
Candi Gatotkaca

Embora atualmente só esteja de pé o templo de Gatotkaca, junto a ele existiram mais quatro templos — Setyaki, Nakula, Sadewa e Gareng — dos quais restam apenas ruínas.

### Conjunto de Dwarawati
Este conjunto era constituído por quatro templos — Dwarawati, Abiyasa, Pandu e Margasari — todos eles muito arruinados à exceção do primeiro, que está relativamente intacto.

### Templo de Bima
Este templo está isolado numa colina. É o maior e o mais alto dos templos de Dieng. A sua forma é diferente da generalidade dos templos de Java Central. A planta é quadrada e cada uma das fachadas é ligeiramente protuberante. A fachada frontal projeta-se cerca de 1,5 m para a frente, funcionando como um átrio que antecede a câmara principal do templo. As outras três fachadas formam nichos atualmente vazios, mas onde originalmente estavam estátuas ou imagens.
O telhado do templo tem cinco níveis, com dimensões que vão diminuindo à medida que se sobe. Cada nível é decorado com nichos de lótus e kudus (esculturas de cabeças dentro de nichos). As cabeças dos kudus parecem olhar para fora das janelas dos nichos. Estes ornamentos também se encontram noutros templos javaneses, como  Kalasan,  Gebang e  Merak O pináculo do telhado não existe e a sua forma original é desconhecida.

## Arquitetura

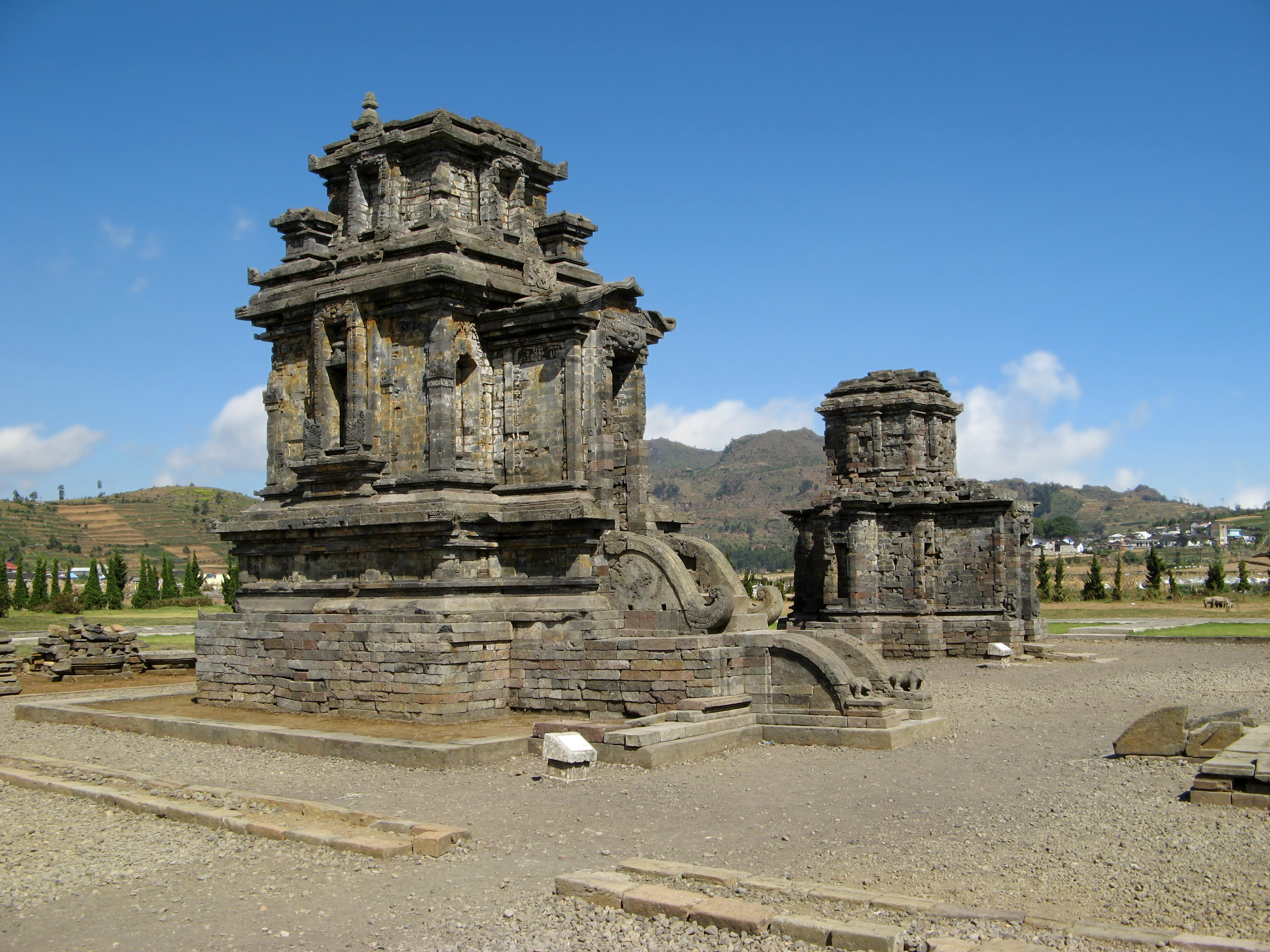
Candi Puntadewa

O estilo de arquitetura de templos do norte de Java Central carateriza-se pelas suas dimensões mais pequenas, simplicidade e relativa ausência de ornamentos, quando comparado com os ricamente decorados e grandes templos do sul de Java Central, como Kalasan, Sewu e Prambanan. Os templos do norte de Java Central estão agrupados em conjuntos irregualres, com variações estilísticas individuais em cada um dos templos, o que contrasta com a planta concêntrica em forma de mandala dos templos do sul de Java Central, em que os templos perwara (dependentes) têm um estilo uniforme.
Os templos apresentam influências estilísticas indianas e são miniaturas de montanhas cósmicas baseadas em planos que se encontram nos textos religiosos indianos, embora Schoppert alegue que haja pouca correlação com os templos indianos. Segundo Julie Romain, os templos estão relacionados com os templos de estilo dravídico e Palava do sul da Índia.
As construções de Dieng são pequenas e relativamente simples, mas a arquitetura em pedra javanesa desenvolveu-se substancialmente em apenas algumas décadas, culminando nas obras-primas de Prambanan e Borobudur.